# Polskie Towarzystwo Fizyki Medycznej
Polskie Towarzystwo Fizyki Medycznej im. Cezarego Pawłowskiego – stowarzyszenie, którego celem jest popieranie rozwoju zastosowań fizyki w medycynie, inżynierii biomedycznej, ochronie przed promieniowaniem oraz popularyzacja tych zastosowań.

## Historia
Za początek rozwoju fizyki medycznej w Polsce bywa uznawane rozpoczęcie w roku 1946 kształcenia specjalistów w dziedzinie fizyki i inżynierii medycznej na Wydziale Elektrycznym Politechniki Warszawskiej. Inicjatorem i twórcą tych studiów był prof. Cezary Pawłowski – fizyk, uczeń prof. Stefana Pieńkowskiego i Marii Skłodowskiej-Curie.
Zebranie Członków Założycieli Polskiego Towarzystwa Fizyki Medycznej odbyło się 5 lutego 1965 roku, a pierwsze władze wybrano 30 września tego roku. Pierwszym prezesem został biofizyk prof. David Shugar, który pełnił tę funkcję do roku 1969. W następnych latach stanowisko prezesa zajmowali kolejno profesorowie:
- 1969–1984 – Juliusz Keller (biocybernetyka i inżynieria biomedyczna),
- 1984–1986 – Emanuel Trembaczowski (fizyka medyczna),
- 1986–1989 – Barbara Gwiazdowska (fizyka medyczna),
- 1989–2005 – Grzegorz Pawlicki (biocybernetyka i inżynieria biomedyczna),
- 2005–2011 – Michael Waligórski (fizyka medyczna, fizyka radiacyjna, medycyna nuklearna, ochrona radiologiczna, radiobiologia).
- 2011–2018 – Paweł Kukołowicz (fizyka medyczna)
- od 2018 – Krzysztof Ślosarek (fizyka medyczna)

Od początku swych działań PTFM utrzymuje ścisły kontakt z towarzystwami międzynarodowymi –
International Organization for Medical Physics (IOMP) i International Radiation Protection Association (IRPA). Polskie Towarzystwa Fizyki Medycznej zostało przyjęte do Międzynarodowej Organizacji Fizyki Medycznej już w pierwszym roku działalności, na I Zjeździe IOMP w Harrogate.

## Struktura organizacyjna PTFM
Zarząd
Towarzystwem kieruje 9-osobowy zarząd. Od roku 2018 prezesem PTFM jest prof dr hab. Krzysztof Ślosarek (Centrum Onkologii – Instytut MSC, Gliwice, Zakład Planowania Radioterapii) a wiceprezesami są dr hab. Tomasz Piotrowski (Wielkopolskie Centrum Onkologii) oraz Damian Kabat (Centrum Onkologii – Instytut MSC, Kraków).
Sekcje PTFM
- Sekcja Radioterapii
- Sekcja Brachyterapii
- Sekcja Ochrony Radiologicznej
- Sekcja Diagnostyki Obrazowej
- Sekcja Rezonansu Magnetycznego

Oddziały PTFM
1. Oddział białostocki,
2. Oddział bydgoski,
3. Oddział dolnośląski,
4. Oddział gdański,
5. Oddział krakowski,
6. Oddział lubelski,
7. Oddział łódzki,
8. Oddział poznański,
9. Oddział szczeciński,
10. Oddział śląski,
11. Oddział świętokrzyski,
12. Oddział warszawski.

## Czasopisma
Od roku 1966 PTFM wydawało czasopismo Postępy Fizyki Medycznej, obecnie oficjalne czasopismo PTFM ukazuje się jako Polish Journal of Medical Physics and Engineering (Pol J Med Phys Eng). W czasopiśmie są publikowane oryginalne prace o charakterze interdyscyplinarnym z obszaru fizyki medycznej i inżynierii biomedycznej. Towarzystwo poleca również inne czasopisma, dotyczące różnorodnych problemów fizyki medycznej, np.:
- Journal of Applied Clinical Medical Physics (JACMP)[13],
- International Journal of Radiation Oncology • Biology • Physics (IJROBP)[14],
- Radiotherapy and Oncology[15].